# Belisario Betancur
Belisario Betancur (født 4. februar 1923, død 7. december 2018) var en colombiansk politiker og landets 26. præsident fra 1982 til 1986. Han var medlem af Colombias konservative parti Partido Conservador Colombiano.